# Cecil Scott
Cecil Xavier Scott (Springfield (Ohio), 22 november 1905 – New York, 5 januari 1964) was een Amerikaanse jazzmuzikant (saxofoon, klarinet) en orkestleider.

## Biografie
Cecil Scott speelde als jeugdige in de band van zijn broer, de drummer Lloyd Scott. Samen leidden ze eind jaren 1920 een band, die optrad in Ohio, Pittsburgh en in de New Yorkse Savoy Ballroom. Tot de leden behoorden o.a. Dicky Wells, Frankie Newton, Bill Coleman, Roy Eldridge, Johnny Hodges en Chu Berry. Vanaf 1929 leidde Cecil de band, terwijl Lloyd het management aanvaardde. Een ongeluk onderbrak begin jaren 1930 tijdelijk zijn carrière. Na zijn rehabilitatie speelde hij in 1923/1933 bij Elsworth Reynolds en vanaf 1936 bij Teddy Hill, Clarence Williams en Teddy Wilson (1936/37), met wie hij ook Billie Holiday begeleidde. 
Begin jaren 1940 speelde hij bij Alberto Socarras, Red Allen en Willie 'The Lion' Smith, voordat hij in 1942 weer een eigen formatie samenstelde, waartoe soms ook Hot Lips Page en Art Hodes behoorden. Scott werkte eind jaren 1940 ook met Slim Gaillard. In 1950 werd de band ontbonden en werkte hij met Jimmy McPartland. Hij leidde later nog soms eigen bands en werkte anders overwegend als sideman. Scott speelde weleens gelijktijdig op drie klarinetten.

## Overlijden
Cecil Scott overleed in januari 1964 op 58-jarige leeftijd.